# Per Johan Carlsson
Per Johan Alfred Carlsson, född 23 december 1867 i Askeryds församling, Jönköpings län, död 6 januari 1944 i Säby församling, Jönköpings län, var en svensk folkmusiker, träsnidare och bildhuggare.

## Biografi
Per Johan Carlsson föddes 1867 på Hälla gård i Askeryds socken. Han var son till vice klockaren Karl Jakob Carlsson, som även spelade psalmodikon. Carlsson började vid 18 års ålder att spela fiol och fick kontakt med organisten Klas Eklöf i Frinnaryds socken, som spelade fiol, piano och orgel. Han fick stort inflytande på Carlsson musikaliska utveckling. Carlsson kom att arbetade som träsnidare och bildhuggare i Tranås.

## Upptecknade låtar
År 1932 upptecknade Olof Andersson följande låtar av Carlsson.
- Brudmarsch i D-dur efter sin moder.[3]
- Polska i D-dur.[3]
- Polska i G-dur efter Carl Fredrik Hansson.[3]
- Anglais i D-dur efter Carl Fredrik Hansson.[3]
- Polska i D-dur efter Carl Fredrik Hansson.[3]